# František Hrubín
František Hrubín (Praga, el 17 de setembre de 1910 - l'1 de març de 1971) va ser un poeta i dramaturg txec. Va fer estudis de filosofia i teologia. A partir de 1934, treballa a la Biblioteca de Praga. Va ser cofundador de la revista infantil Mateřídouška i fou l'autor més important de poesia infantil en txec del segle XX.

## Obra
poemes
- 1933. Zpíváno z dálky[1]
- 1935. Krásná po chudobě[1]
- 1937. Země po polednách
- 1940. Včelí plást
- 1941. Země sudička[1]
- 1943. Říkejte si se mnou
- 1948. Hirošima[2]
- 1957. Proměna
- 1962. Romance pro křídlovku
- 1964. Zlatá reneta[1]

teatre
- 1958. Srpnová neděle[1]
- 1961. Křišťálová noc

literatura infantil
- 1957. Špalíček pohádek